# 山本淳一 (心理学者)
山本 淳一（やまもと じゅんいち）は、日本の心理学者。慶應義塾大学名誉教授、東京都立大学システムデザイン学部特任教授。

## 経歴
1980年3月、慶應義塾大学文学部卒業。1985年3月、慶應義塾大学大学院社会学研究科修了。
明星大学人文学部助教授、筑波大学心身障害学系助教授を経て、2003年4月より慶應義塾大学文学部教授を務める。

## 著書
- 『関係フレーム理論をまなぶ 言語行動理論・ACT入門』
- 『ABA スクールシャドー入門：特別に支援が必要な子どもたちを園や学校でサポートする親・セラピストそして先生のために』
- 『リハビリテーション効果を最大限に引き出すコツ：応用行動分析で運動療法とADL訓練は変わる』
- 『臨床に活かす基礎心理学』
- 『できる！をのばす行動と学習の支援：応用行動分析によるポジティブ思考の特別支援教育』
- 『応用行動分析学入門 障害児者のコミュニケーション行動の実現を目指す』